# نانامی اوتا
نانامی اوتا (انگلیسی: Nanami Ohta؛ زادهٔ ۸ اکتبر ۱۹۹۳) بازیگر، و بازیگر خردسال اهل ژاپن است.